# Outat El Haj
Outat El Haj (en arabe : اوطاط الحاج) est une ville du Maroc. Elle est située dans la région de Fès-Meknès. La ville est située dans le Moyen Atlas oriental au bord du fleuve Moulouya.

## Sources
- (en) Outat El Haj sur le site de Falling Rain Genomics, Inc.